# Oskava (řeka)
Oskava (německy Oskau) je levostranný přítok řeky Moravy v Olomouckém kraji. Délka toku je 50,3 km. Plocha povodí měří 569,2 km².

## Průběh toku
Řeka Oskava pramení v Hanušovické vrchovině v nadmořské výšce 831,1 m. Teče převážně jižním směrem. Protéká Oskavou, Uničovem, Pňovicemi a Štěpánovem. Do Moravy se vlévá severně od Olomouce v nadmořské výšce 213,3 m.

### Větší přítoky
- levé – Zlatý potok, Oslava, Teplička, Říčí potok, Sitka (Huzovka)
- pravé – Dlouhý potok, Václavovský potok, Lukavice

## Vodní režim
Hlásný profil:
| místo  | říční km | plocha povodí | průměrný průtok (Qa) | stoletá voda (Q100) |
| ------ | -------- | ------------- | -------------------- | ------------------- |
| Uničov | 20,90    | 256,26 km²    | 1,82 m³/s            | 76,6 m³/s           |